# Farman Salmanow
Farman Salmanow (aserbaidschanisch Fərman Qurbanqulu oğlu Salmanov; russisch Фарман Курбан оглы Салманов; * 28. Juli 1931 im Dorf Morul, Provinz Şəmkir, Aserbaidschanische Sozialistische Sowjetrepublik, UdSSR; † 31. März 2007 in Moskau) war ein sowjetisch-russischer Geologe aserbaidschanischer Abstammung, Pionier der riesigen Ölfelder in Westsibirien, Doktor der geologischen und mineralogischen Wissenschaften, Korrespondierendes Mitglied der Russischen Akademie der Wissenschaften (seit 1991), Held der sozialistischen Arbeit (1966), Träger des Leninordens und Verdienter Geologe der Russischen Föderation. Er wird gelegentlich als „Pate“ des sibirischen Erdöls bezeichnet.

## Biographie
Salmanow wuchs zusammen mit drei weiteren Geschwistern im kleinen Dorf Morul, das damals Leninsk hieß, in der Provinz Schamchor (heute Şəmkir) auf. 1937 wurde sein Vater Opfer des „Großen Terrors“. Sein Großvater nahm am Russisch-Japanischen Krieg (1904–1905) teil und wurde für seine Verdienste ausgezeichnet.
Salmanow schloss 1947 die allgemeinbildende Schule in Şəmkir ab und arbeitete anschließend einige Jahre als Kollektor in der Komplex-Expedition der Stadt Şirvan. 1954 erwarb er einen Hochschulabschluss als „Bergbauingenieur-Geologe“ am Aserbaidschanischen Institut für Industrie (heute Aserbaidschanische Staatliche Öl- und Industrie-Universität).

## Die Suche nach Erdöl
Nach seinem Studium wurde Salmanow zum Kusnezker Becken in die Oblast Kemerowo entsandt, um dort nach neuen Ölfeldern zu suchen. Von 1955 bis 1957 arbeitete er als Leiter der Expeditionsgruppe für die Erkundung neuer Öl- und Gasvorkommen in Kemerowo und Nowosibirsk. Doch nach zwei erfolglosen Jahren begab er sich im August 1957 gemeinsam mit den Mitgliedern seiner Expeditionsgruppe heimlich nach Surgut, in der festen Überzeugung, dort Ölquellen zu finden. Seine Kontrahenten und Kritiker in Moskau versuchten jedoch diese Pläne zu durchkreuzen und ihn für seine „Rebellion“ gerichtlich zu bestrafen. Salmanow blieb unbeeindruckt und setzte die Bohrversuche nach Rohöl weiter. Um die Lage nicht weiter eskalieren zu lassen, gaben die kommunistischen Parteifunktionäre ihren Widerstand nach einiger Zeit schließlich auf.
Nach fast vier Jahren intensiver Bohrarbeiten sprudelte im März 1961 in der Nähe der Stadt Megion aus einer Tiefe von 2180 Metern das erste Erdöl hervor. Die Gegner von Salmanow behaupteten jedoch, es sei eine natürliche Anomalie. Die Quelle würde in einigen Jahren versiegen und in Wirklichkeit gäbe es in Westsibirien keine Erdölreserven. Doch kritische Stimmen verstummten, nachdem aus einem zweiten Bohrloch in Ust-Balik ebenfalls das Rohöl in Mengen an die Oberfläche gelangte. Salmanow schickte persönlich an den Parteichef der KPdSU Nikita Chruschtschow ein Telegramm mit dem kurzen Inhalt: „Ich habe das Erdöl gefunden. Salmanow!“.

## Weitere Karriereerfolge
In den darauffolgenden drei Jahrzehnten setzte Salmanow seine berufliche Tätigkeit in Westsibirien fort. Von 1962 bis 1964 war er als Chefgeologe der Öl- und Gasexplorationsexpedition von Ust-Balik und im Anschluss daran bis 1970 als Leiter der Ölexplorationsexpedition Prawdinsk im Autonomen Kreis der Chanten und Mansen eingesetzt. 1970 wurde er zum Chefgeologen und stellvertretenden Leiter des Tjumener Instituts für Geologie und Produktion („Glawtjumengeologija“) ernannt. Nach acht Jahren wurde er auf den Chefposten dieser Einrichtung befördert. Mit unmittelbarer Beteiligung von Salmanow wurden allein in Westsibirien bis zu 130 Öl- und Gasquellen, darunter gewaltige Lagerstätten wie Mamontowskoje, Prawdinskoje, Surgutskoje etc. erschlossen.

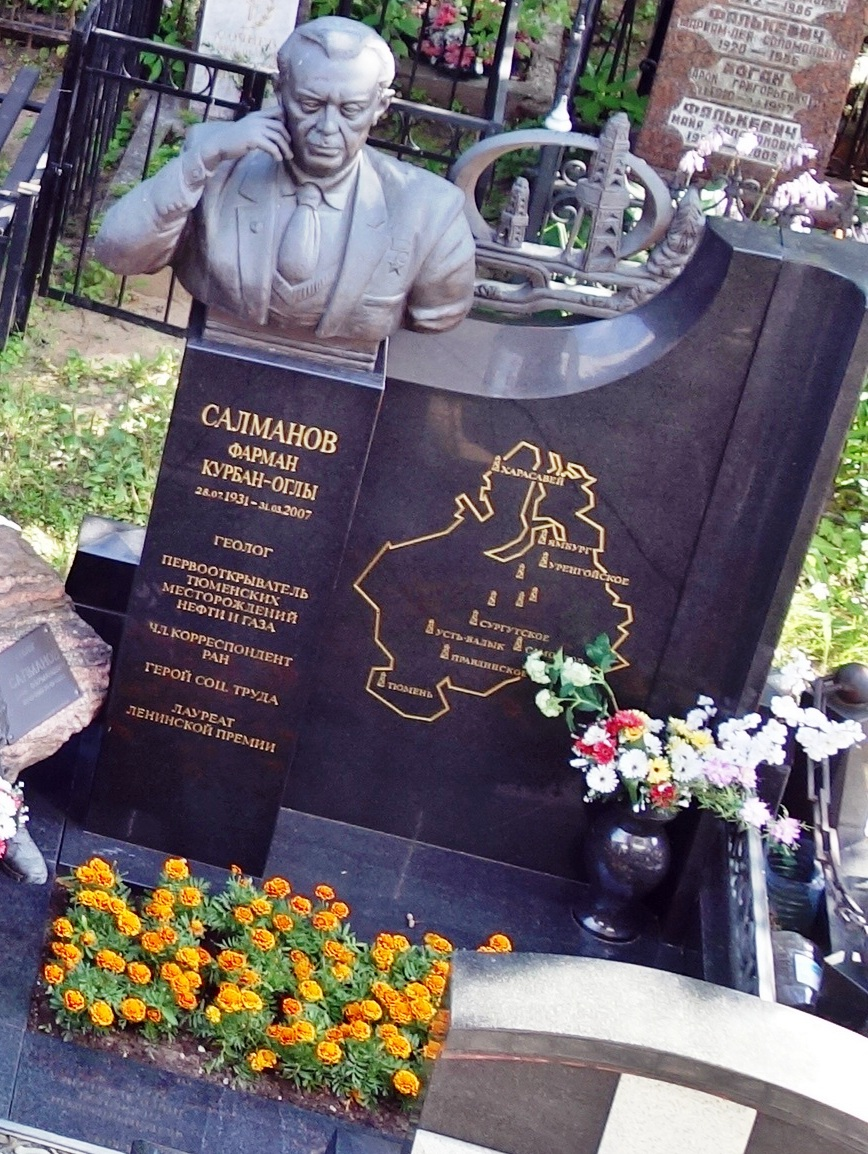
Grabmal von Salmanow auf dem Moskauer Wagankowoer Friedhof

1987 zog Salmanow nach Moskau und wurde dort zum ersten stellvertretenden Minister der Geologie der UdSSR berufen. Zwischen 1980 und 1990 war er Abgeordneter des Obersten Sowjets der Russischen Sozialistischen Föderativen Sowjetrepublik und der Aserbaidschanischen Sozialistischen Sowjetrepublik. Zudem war Salmanow Chefredakteur der wissenschaftlich-technischen Zeitschrift „Geologie von Öl- und Gasförderung“. Er veröffentlichte mehr als 160 wissenschaftliche Artikel und 10 Monografien.
Die Gründung des russischen Fußballclubs „FK Tjumen“ wird mit dem Namen Salmanows in Verbindung gebracht.
Nach dem Zerfall der Sowjetunion gründete Salmanow 1992 die Firma „Rospan“.
In seinen letzten Lebensjahren betätigte sich Salmanow als Berater des Vorsitzenden des Verwaltungsrates des russischen Gasunternehmens „Itera“. In dieser Position war er unter anderem mit der Suche nach möglichen Öl- und Gasvorkommen in der Republik Kalmückien beschäftigt.
Salmanow starb am 31. März 2007 in Moskau und wurde dort auf dem Wagankowoer Friedhof beigesetzt.

## Andenken
- Die Dokumente über Salmanows Lebenswerk werden in den Museen der Oblast Tjumen und der Stadt Surgut bewahrt.
- Im Jahr 2008 wurde die vom Sibirischen Wissenschaftlichen Analysezentrum organisierte wissenschaftlich-praktische Jugendkonferenz in die „Lesungen von Salmanow“ umbenannt.
- 2008 wurde das Gymnasium Nr. 3 in Surgut nach Salmanow benannt;
- Salmanow zu Ehren sind in Moskau, Baku, Surgut, Salechard und Chanty-Mansijsk Denkmäler gesetzt worden. Zudem ist er Ehrenbürger der Städte Surgut, Houston und Guangzhou.[8]
- Straßen in Surgut und Nischnewartowsk, ein Öl- und Gaskondensatfeld sowie ein Motorschiff tragen den Namen von Salmanow;
- Am 29. August 2013 wurde in Tjumen eine Gedenktafel zur Erinnerung an Salmanow enthüllt;[9]
- Anfang Dezember 2018 wurde bekanntgegeben, dass Farman Salmanow demnächst der neue Namensgeber für den internationalen Flughafen Surgut werden soll. Das ging aus einer landesweiten Abstimmung unter dem Namen „Große Namen Russlands“ hervor, bei der die russischen Bürger dazu aufgerufen wurden, sich über neue Namen für die Flughäfen zu entscheiden.[10]

## Privates
Farman Salmanow hat einen Sohn namens Ilja (* 1955). Er ist Chefarzt des Städtischen Krankenhauses Nr. 3 der Stadt Nischnewartowsk, verdienter Arzt der Russischen Föderation sowie Mitglied der Gesellschaftlichen Kammer des Autonomen Kreises von Chanty-Mansijsk und des Territorialausschusses von Nischnewartowsk.